# Helmut Schlöske
Helmut Schlöske (* 27. Juni 1904 in Berlin; † 9. Oktober 1944 in Ferch, Brandenburg) war ein deutscher Weitspringer, der in den späten 1920er Jahren aktiv war. Er war der ältere Bruder des Sprinters Hermann Schlöske.
Im Jahr 1928 erzielte er mit 7,41 m seine persönliche Bestleistung und nahm aufgrund dieser Leistung zusammen mit Rudolf Dobermann, Erich Köchermann und Willi Meier an den Olympischen Spielen in Amsterdam teil. Dort konnte er diese Weite nicht wieder abrufen. Während Meier und Köchermann mit Sprüngen über 7,39 m bzw. 7,35 m in das Finale der besten sechs einzogen, übertraf Helmut Schlöske nicht einmal die 7-Meter-Marke und ließ mit 6,99 m lediglich den vierten deutschen Teilnehmer Rudolf Dobermann (6,91 m) hinter sich. Damit kam er beim Sieg des US-Amerikaners Ed Hamm in der Gesamtwertung auf Platz 15.
Bei deutschen Meisterschaften konnte Helmut Schlöske sich im Weitsprung nicht platzieren. Mit der Charlottenburger 4-mal-100-Meter-Staffel wurde er jedoch 1927 Deutscher Meister.
Er startete für den SC Charlottenburg, war 1,82 m groß und als Aktiver 71 kg schwer. 